# به فاصله یک نفس
به فاصلهٔ یک نفس نام فیلمی ویدئویی به کارگردانی امیراحمد انصاری و تدوین و تولید امیر ابراهیمی است که ساخت آن از اواخر سال ۱۳۸۹ تا اوایل سال ۱۳۹۰ به طول کشید و در اواخر همین سال عرضه شد.

## بازیگران
- حامد بهداد
- بهنوش طباطبایی
- کیانوش گرامی
- علیرضا کمالی (کمالی‌نژاد)

## عکاس
امید مسعودفر 